# Anne de Borman
Anne de Borman, née Anne de Selliers de Moranville le 3 février 1881 à Saint-Josse-ten-Noode et morte le 30 septembre 1962 à Limal, est une joueuse de tennis belge.

## Biographie
Née Anne Catherine Jeanne Ghislain de Selliers de Moranville, elle est la fille du lieutenant général Antonin de Selliers de Moranville, chef d'état-major du roi Albert Ier en 1914.
Le 29 juin 1907 à Saint-Gilles-lez-Bruxelles, elle épouse le joueur de tennis Paul de Borman. Ils ont trois enfants : Geneviève (née en 1908), Léopold (né en 1909) et Myriam (née en 1915), qui sont tous devenus champions de Belgique de tennis.
En 1912, elle remporte le titre de double mixte aux Championnats du monde sur terre battue, disputés au Stade Français. Avec son partenaire Max Decugis, elle a battu le duo allemand Micken Rieck et Heinrich Kleinschroth.
Anne de Borman a représenté la Belgique aux Jeux Olympiques à deux reprises. En 1920 à Anvers, elle perd en quart de finale en simple contre Sigrid Fick et au deuxième tour en double mixte avec Jean Washer. En 1924 à Paris, elle est battue par Kitty McKane au deuxième tour en simple et au même stade de la compétition en double dames avec Marie Storms. Dans le mixte, elle s'est associée à Joseph Halot avec lequel elle gagne un match.
Anne a participé au tournoi de Wimbledon en 1921. Battue au premier tour en simple par Eleanor Rose et en double mixte avec son mari Paul de Borman, elle a atteint les quarts de finale en double dames avec H.B. Weston.
Elle meurt le 30 septembre 1962 à Limal, Brabant-Wallon, à l'âge de 81 ans.

## Distinction
- Médaille d'or du Mérite sportif en 1951.